# Carl von Binzer

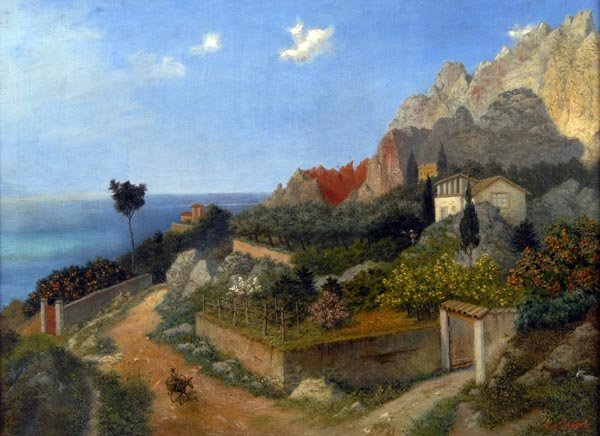
Italienische Landschaft, 1860

Carl Heinrich Friedrich Freiherr von Binzer (* 19. Oktober 1824 in Glücksburg (Ostsee); † 22. Juli 1902 in Schwabach) war ein deutscher Schriftsteller und Maler.

## Leben
Carl von Binzer war einer der Söhne des Dichters und Journalisten August Daniel Freiherr von Binzer und der Schriftstellerin Emilie Henriette Adelheid von Gerschau. Die Eltern führten in Flensburg, Glücksburg, Kiel, Altona, Leipzig und Köln ein unstetes Wanderleben, bevor sie in Altaussee im Salzkammergut eine feste Bleibe fanden. Auf Anraten seines Vaters begann Binzer in Bonn ein Studium der Rechtswissenschaften und wurde 1845 Mitglied der Burschenschaft Alemannia Bonn. Nachdem er sein Studium aufgegeben hatte, ging er zunächst an die Kunstakademie nach Antwerpen.
Nach Ausbruch der Schleswig-Holsteinischen Erhebung gegen Dänemark eilte Binzer auf den Kriegsschauplatz und machte den Feldzug bis zum Ende mit. Am 27. April 1849 wurde er in die Königliche Akademie der Bildenden Künste in München aufgenommen. Hier war er unter anderem Schüler von Wilhelm von Kaulbach und Moritz von Schwind. 1852 reiste er mit August Emil Braun, dem Direktor des Deutschen Archäologischen Instituts, nach Rom, wo er im Palazzo Venezia, dem Amtssitz des österreichischen Gesandten Graf Moritz Esterházy, Wohnung und Atelier erhielt. Hier empfing Binzer, der die österreichische Staatsbürgerschaft angenommen hatte, u. a. die Maler August Riedel, Julius Muhr, Rudolf Lehmann und den Schriftsteller Paul Heyse. 1852 wurde er Mitglied des Deutschen Künstlervereins in Rom. Der Zugang zu hohem Gesellschaftsreisen brachte ihm seinen ersten Auftrag ein, die Ausmalung der Privatkapelle des päpstlichen Hausprälaten Graf Robert Lichnowski. Binzers Vorbild war Peter Cornelius, der ihm Hoffnung auf eine Mitarbeit an der Ausmalung des sogenannten Campo Santo in Berlin machte, die jedoch nie zustande kam.
Binzer fand in Rom die Gunst von Ottilie von Goethe, der er auf vielerlei Art gefällig war und die ihn wiederum 1853 in den römischen Salon der vermögenden rheinischen Bankierstochter Sibylle Mertens-Schaaffhausen einführte. Der attraktive Junggeselle wurde 1854 zu einer Reise nach Sizilien eingeladen, wo er die Gunst der jungen Gräfin Marie Schwerin erhielt, doch als die Verwandtschaft das bescheidene Elternhaus in Altaussee zu Gesicht bekam, wurde die Beziehung unverzüglich abgebrochen. 1855 folgte Binzer seiner Schirmherrin Ottilie von Goethe nach Venedig, die auch hier alles daran setzte, ihm Aufträge zu verschaffen. Erzherzog Maximilian von Österreich, später Kaiser von Mexiko, besuchte ihn in seinem Atelier und lud ihn in sein Schloss Miramare bei Triest ein.
1856 erhielt Binzer endlich den lang ersehnten Großauftrag. Graf und die Gräfin Hohenthal, die er 1853 in Rom kennengelernt hatte, beauftragten ihn, zwei Säle des bei Leipzig gelegenen Schlosses Dölkau mit Themen aus der Geschichte der Hohenzollern auszuschmücken. 1860 heiratete Binzer, nachdem Ottilie von Goethe für ihn gebürgt hatte, Antonie Zwez, Tochter des Geheimen Justizrats in Weimar, und wurde Vater zweier Söhne. Nach der Geburt des jüngeren Sohnes starb die 24-jährige Mutter an Kindbettfieber. Carl blieb einsam und begann 1866 ein Wanderleben durch Rom, Neapel, Venedig, Lyon, Paris, Belgien und die Schweiz.

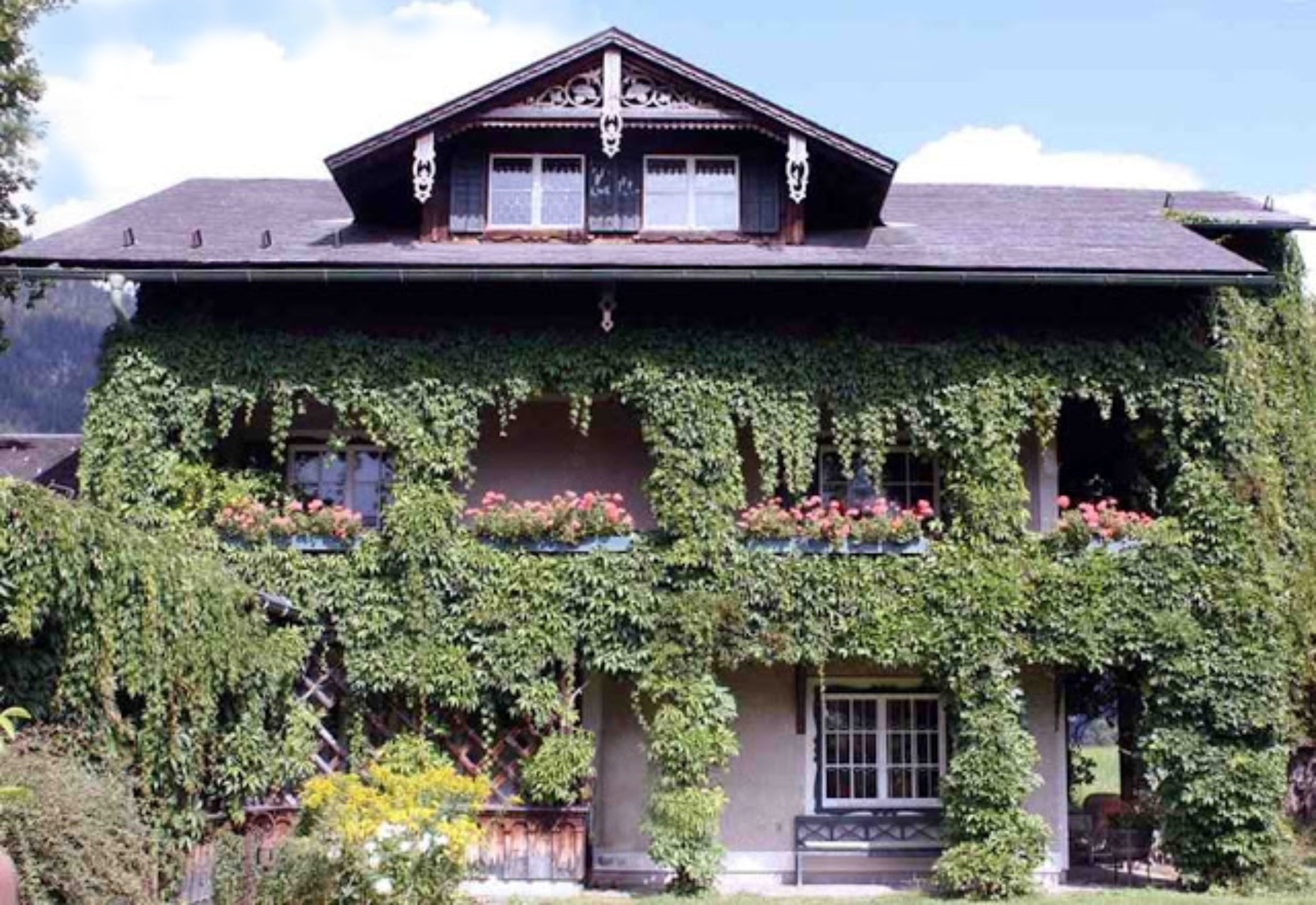
Die Villa Königsgarten, in Fischerndorf 59 in Altaussee

Carl von Binzer erbte nach dem Tod des Vaters 1868 die von ihm errichteten Häuser Fischerndorf Nr. 39 und Fischerndorf Nr. 59 in Altaussee in der Steiermark. Das Haus Fischerndorf 59 wurde als Maleratelier eingerichtet. Dort beschäftigte er sich mit der Landschaftsmalerei. Einige Aufträge erhielt er von Kaiser Maximilian. In späteren Jahren war er auch als Schriftsteller und Journalist tätig. Er verfasste unter anderem fünf Bände Lebenserinnerungen.